# Lagunas de colores
Las lagunas de colores son una serie de lagunas altoandinas de variados colores ubicadas al suroeste de Bolivia, entre las más destacadas se encuentran la:
- Laguna Colorada
- Laguna Verde
- Laguna Celeste
- Laguna Blanca

Entre otras se encuentran lagunas con colores que van del verde oscuro al blanco y pasando por el celeste al azul oscuro.
|                 |              |                |               |                 |
| Laguna Colorada | Laguna Verde | Laguna Celeste | Laguna Blanca | Laguna Hedionda |